# Justicia minensis
Justicia minensis är en akantusväxtart som beskrevs av Profice. Justicia minensis ingår i släktet Justicia och familjen akantusväxter. Inga underarter finns listade i Catalogue of Life.